# Doleiro
Doleiro é o indivíduo que compra e vende dólares no mercado paralelo. Ao caracterizar alguém como doleiro a Polícia Federal já o indicia ao menos nos crimes de lavagem de dinheiro e evasão de divisas. Dessa forma, entende-se que o doleiro é quem converte moedas de um país sem autorização ou além dos limites permitidos pelas leis vigentes.
Os doleiros também realizam operações dólar-cabo, ou seja, transferências de recursos "do" e "para" o exterior, por empresas e/ou pessoas não autorizadas pelo Banco Central do Brasil a realizar operações de câmbio e/ou fora dos mecanismos oficiais de registro e controle. As operações dólar-cabo podem configurar o crime de lavagem de dinheiro (branqueamento de capitais) quando utilizadas para ocultar a origem ilícita de recursos, bens e valores de modo transitório ou permanente, por dissimulação da origem ou do verdadeiro proprietário dos fundos.
A figura do doleiro é comum nos países com um rígido controle cambial e rara nos países com uma moeda plenamente conversível. No Brasil existe controle cambial e é proibido o livre curso de moedas estrangeiras, isto é, as pessoas físicas ou jurídicas só podem comprar ou vender moedas estrangeiras nos estabelecimentos legalmente autorizados pelo Banco Central do Brasil a operar no mercado de câmbio.
Segundo a Veja, uma das formas de fechar o cerco ao patrimônio dos doleiros pode estar em iniciativas como um projeto de lei, de inspiração colombiana, redigido pelo deputado Vieira da Cunha (PDT-RS). A proposta cria a ação civil de extinção de domínio, que permite ao juiz decretar a perda de bens obtidos de origem ilícita, com a realização de leilões para devolver os recursos ao Estado.

## Fraude em operações ilícitas ou suspeitas
Como os doleiros atuam às margens da lei e do sistema financeiro, um golpe conhecido como fraude em operações ilícitas ou suspeitas está em forte aumento, sobretudo a partir de 2006, em função das ações da Polícia Federal que derrubaram redes inteiras de doleiros, resultando no desaparecimento de operadores tradicionais e conhecidos.
O golpe é conceitualmente muito simples. Um golpista se apresenta como doleiro ou intermediário de casa de câmbio dizendo-se em condições de realizar operações de câmbio de reais por dólares ou vice-versa, ou ainda transferências de valores pela modalidade dólar-cabo. As vítimas mais comuns são empresas com "caixa dois" e trading companies. Uma vez entregue o dinheiro (no Brasil ou no exterior, em espécie ou através de transferências ou depósitos) para a suposta operação de câmbio, o intermediário ou doleiro simplesmente desaparece ou alega problemas, fiscalizações, ações policiais (falsas), bloqueios, desvios, para não cumprir o combinado e ficar com o dinheiro. As eventuais reações da vítima são obviamente dificultadas pelo fato que a mesma estava conduzindo uma operação ilegal (evasão de divisas e/ou, possivelmente, até lavagem de dinheiro) e portanto qualquer denúncia ou ação oficial pode facilmente levar a um envolvimento criminal da própria vítima.